# Parti citron
Le Parti Citron (Lemon Party) était un parti politique satirique canadien se voulant fédéral mais n'ayant eu d'existence légale qu'à l'échelle de la province de Québec entre 1987 et 1998. On peut le rapprocher du Parti Rhinocéros.

## Histoire
Le parti a été officiellement fondé par Denis R. Patenaude le 8 janvier 1987. Le chef déclaré est le pape Terence Ier, qui n'existe sans doute pas, son agent officiel enregistré est Mary-Gabrielle Blay II. Le parti se veut fédéral mais n'a jamais été enregistré qu'auprès du Directeur général des élections du Québec et n'a présenté des candidats qu'aux élections de 1989 et 1994 dans la province. Il n'a jamais obtenu que des scores marginaux et a perdu son statut en 1998 faute de candidatures aux élections.
En 2004, une nouvelle plateforme programmatique est lancée sous le slogan « For a bitter Canada »
. En 2006, ils publient des vidéos ridiculisant les leaders libéraux et conservateurs. En 2008, ils publient un clip de campagne dont le slogan est « Pour un avenir sûr, un changement, ça presse », marquant leur attachement aux calembours.

## Plateforme électorale
Les éléments du programme sont profondément humoristique, certains étant partagés avec le Parti Rhinocéros :
- Restructurer l'économie canadienne autour de la vente de citron ;
- Encourager le réchauffement climatique afin de pouvoir faire pousser des citrons au Canada ;
- Abolir Toronto ;
- Abolir la loi de la gravité ;
- Fusionner les Grands Lacs.

## Résultats
| Élection       | Nombres de Candidats | Sièges | Pourcentage |
| -------------- | -------------------- | ------ | ----------- |
| Septembre 1989 | 11 / 125             | 0      | 0,22 %      |
| Septembre 1994 | 10 / 125             | 0      | 0,10 %      |